# Pinamalayan
Pinamalayan est une municipalité de la province du Mindoro oriental, aux Philippines. Lors du recensement de 2010, la ville était peuplée de 81 666 habitants.